# Земельная мера
Земе́льная ме́ра (до революции поземельная мера) — мера замеров земли (земельных участков) или величи́ны полей.

## Метрические единицы
- Квадратный километр: 1 км² = 1 000 000 м²
- Гектар: 1 га = 10 000 м²
- Ар (сотка): 1 а = 100 м²

## Исторические меры

### Античные
- Актус — в Древнем Риме.
- Арура — в Древней Греции и Древнем Египте.

### В России
- Межевая верста = 1,13806 км²
- Десятина[1] = 10925,4 м²
- Копна = 0,1 десятины — сенные покосы мерили копнами
- Квадратная сажень = 4,55224 м²
- Лофштель — в Прибалтийских губерниях[2].

Меры земли при налоговых расчётах
Их размеры зависели от качества земли и социального положения владельца:
- выть — равнялась, смотря по качеству земли, 12 четвертям доброй, 14 — средней и 16 четвертям худой земли[3];
- леха — гряда полосами[4];
- обжа — в Новгородской земле;
- соха — распаханная земля.

Меры посева
- четверти;
- коробли (от «коро́бля»).

Местные меры
- коробья;
- верёвка — 1850 квадратных саженей[5][6];
- жеребий (мн. ч. жеребья) — земельный надел получаемый у землевладельца, за который крестьянин должен был отбывать повинности[7].

### Вне России
- Адер — в Финляндии.
- Акр — в Англии.
- Арпан — во Франции, Бельгии и во французской Швейцарии; соответствовала прежнему германскому моргену и десятине (Acker)[8].
- Вака (вакка) — в Швеции и Финляндии[9].
- Волока (уволока) — в Литве и Польше[10][11].
- Гак — в Прибалтике[12].
- Дунам — на территориях, находившихся в прошлом под властью Османской империи: Израиль, Иордания, Ирак, Кипр (Северный), Ливан, Ливия, Сирия, Турция, а также в странах бывшей Югославии.
- Лан — в Польше и Литве[13].
- Морген или морг, также морга — в немецких землях, Нидерландах и Польше; первоначально означала площадь, которая в течение одного дня могла быть вспахана одним плугом или скошена одним человеком.
- Рай — в Таиланде.
- Род — английская и североамериканская земельная мера, соответствовавшая германской руте[14].
- Рута — в немецких государствах[15].
- Танан — в Азии[16].
- Фаддан (Феддан) — в Египте, Сирии и Судане.[17].
- Фанегада — в Испании[18].